# La Bréole
La Bréole är en kommun i departementet Alpes-de-Haute-Provence i regionen Provence-Alpes-Cote d'Azur i sydöstra Frankrike. Kommunen ligger  i kantonen Le Lauzet-Ubaye som ligger i arrondissementet Barcelonnette. År 2018 hade La Bréole 379 invånare.

## Befolkningsutveckling
Antalet invånare i kommunen La Bréole
Referens: INSEE